# 王世伟
王世伟（1959年3月—），男，辽宁岫岩人，中华人民共和国政治人物。中国共产党党员。沈阳农业大学林学专业毕业，在职研究生、工学硕士，高级工程师。

## 生平
历任中共法库县委副书记、县长，县委书记；中共沈阳市委宣传部常务副部长，市委常委、市委宣传部长，城子区委书记，沈北新区区委书记；辽宁省人民政府副秘书长等职。2009年12月，任中共本溪市委副书记、代市长，次年1月正式当选市长。2012年2月，任中共鞍山市委副书记、代市长，同年12月主持市委工作，次年1月升任市委书记。2016年9月，不再担任中共鞍山市委书记、常委、委员职务，任辽宁省国有资产监督管理委员会主任、党委副书记。2017年7月，不再担任辽宁省国有资产监督管理委员会党委副书记、主任，退休。2023年11月15日，王世伟因为涉嫌严重违法违纪，接受辽宁省纪委监委纪律审查和监察调查。